# Rogojeni (okręg Gałacz)
Rogojeni – wieś w Rumunii, w okręgu Gałacz, w gminie Suceveni. W 2011 roku liczyła 562 mieszkańców.